# Grand Prix-wegrace van Japan 1964
De Grand Prix-wegrace van Japan 1964 was de twaalfde en laatste race van het wereldkampioenschap wegrace-seizoen 1964. De races werden verreden op 1 november op de Suzuka International Racing Course, 50 kilometer ten zuidwesten van Nagoya. Aan de start kwamen de 50cc-klasse, de 125cc-klasse, de 250cc-klasse. Alle wereldtitels waren al beslist. De 50cc-race werd gewonnen door Ralph Bryans met de Honda RC 113, maar omdat er slechts vijf deelnemers waren werd de uitslag ongeldig verklaard.

## Algemeen
De Japanse Grand Prix was nog slechter bezet dan die van 1963. Privérijders maakten de verre en dure reis niet. Yamaha stuurde twee testrijders naar de 125cc-race om nog eens te proberen hoe de RA 97-tweecilinder het deed. Gastheer Honda (het circuit van Suzuka is eigendom van Honda) presenteerde haar wereldkampioenen Jim Redman en Luigi Taveri, maar Yamaha-rijder Phil Read was er niet. De Oostblokmerken lieten hun eigen coureurs thuis. Na de vlucht van Ernst Degner uit de DDR lag uitzenden naar verre bestemmingen nog steeds gevoelig, maar MZ huurde Mike Hailwood in voor de 250- en de 350cc-race. Het verloor echter Alan Shepherd, die tijdens de trainingen zo zwaar gewond raakte, dat hij zijn carrière zou moeten beëindigen.

## 350cc-klasse
Zelfs met het inzetten van drie testrijders kon Honda geen startveld van zes rijders vullen. Dat was nodig om de race geldig te laten zijn. Daarom werd een onbekende Indonesische coureur ingehuurd, die na vijf ronden gediskwalificeerd werd, maar gezorgd had voor zes starters. Jim Redman won de race voor MZ-gastrijder Mike Hailwood.
| Pos | Coureur           | Merk  | Tijd      | Pnt |
| --- | ----------------- | ----- | --------- | --- |
| 1   | Jim Redman        | Honda | 1:04"55'3 | 8   |
| 2   | Mike Hailwood     | MZ    | +30'0     | 6   |
| 3   | Isamu Kasuya      | Honda | +1"32'2   | 4   |
| 4   | Isao Yamashita    | Honda | +2"14'0   | 3   |
| 5   | Kuniomi Nagamatsu | Honda | +2' 21'5  | 2   |

| Coureur       | Merk | Oorzaak  |
| ------------- | ---- | -------- |
| Alan Shepherd | MZ   | Blessure |

| Coureur           | Merk      | Oorzaak     |
| ----------------- | --------- | ----------- |
| Mike Duff         | AJS       | Privérijder |
| Gustav Havel      | Jawa      | Teambeleid  |
| Stanislav Malina  | CZ        | Teambeleid  |
| Chris Conn        | Norton    | Privérijder |
| Derek Minter      | Norton    | Privérijder |
| Derek Woodman     | AJS       | Privérijder |
| Fred Stevens      | AJS       | Privérijder |
| Jack Ahearn       | Norton    | Privérijder |
| Joe Dunphy        | Norton    | Privérijder |
| Phil Read         | AJS       | Privérijder |
| Vernon Cottle (†) | AJS       | Overleden   |
| Gilberto Milani   | Aermacchi | Teambeleid  |
| Remo Venturi      | Bianchi   | Teambeleid  |
| Renzo Pasolini    | Aermacchi | Teambeleid  |
| Bruce Beale       | Honda     | Privérijder |
| Endel Kiisa       | Vostok    | Teambeleid  |
| Paddy Driver      | AJS       | Privérijder |

### Top tien eindstand 350cc-klasse
| Pos | Coureur          | Merk           | Pnt     |
| --- | ---------------- | -------------- | ------- |
| 1   | Jim Redman       | Honda          | 40 (64) |
| 2   | Bruce Beale      | Honda          | 24      |
| 3   | Mike Duff        | AJS            | 20 (24) |
| 4   | Mike Hailwood    | MV Agusta / MZ | 12      |
| 5   | Gustav Havel     | Jawa           | 10      |
| 6   | Phil Read        | AJS            | 6       |
| 7   | Paddy Driver     | AJS            | 5       |
| 8   | Remo Venturi     | Bianchi        | 4       |
| 8   | Endel Kiisa      | Vostok         | 4       |
| 8   | Stanislav Malina | CZ             | 4       |
| 8   | Isamu Kasuya     | Honda          | 4       |

## 250cc-klasse
Jim Redman reed de tweede race met de nieuwe Honda 3RC 164-zescilinder en won de 250cc-race voor Isamo Kasuya, die de viercilinder-RC 164 gebruikte. Bij afwezigheid van Phil Read en Mike Duff liet Yamaha een RD 56 rijden door Hiroshi Hasegawa, die er derde mee werd. Er werden slechts vijf coureurs geklasseerd.
| Pos | Coureur          | Merk   | Tijd      | Pnt |
| --- | ---------------- | ------ | --------- | --- |
| 1   | Jim Redman       | Honda  | 1:01"33'9 | 8   |
| 2   | Isamu Kasuya     | Honda  | +40'7     | 6   |
| 3   | Hiroshi Hasegawa | Yamaha | +1"20'9   | 4   |
| 4   | Luigi Taveri     | Honda  | +1"38'3   | 3   |
| 5   | Mike Hailwood    | MZ     | +1 ronde  | 2   |

| Coureur       | Merk | Oorzaak  |
| ------------- | ---- | -------- |
| Alan Shepherd | MZ   | Blessure |

| Coureur      | Merk  |
| ------------ | ----- |
| Ralph Bryans | Honda |

| Coureur           | Merk      | Oorzaak     |
| ----------------- | --------- | ----------- |
| Bert Schneider    | Suzuki    | Teambeleid  |
| Mike Duff         | Yamaha    | Teambeleid  |
| Ernst Weiss       | Honda     | Privérijder |
| Stanislav Malina  | CZ        | Teambeleid  |
| Wolfgang Gast     | MZ        | Teambeleid  |
| Jorge Sirera      | Montesa   | Privérijder |
| Roger Mailles     | Morini    | Teambeleid  |
| Clive Hunt        | Aermacchi | Privérijder |
| Joe Dunphy        | Greeves   | Privérijder |
| Phil Read         | Yamaha    | Teambeleid  |
| Ron Grant         | Parilla   | [ 4 ]       |
| Roy Boughey       | Yamaha    | Privérijder |
| Tommy Robb        | Yamaha    | Teambeleid  |
| Alberto Pagani    | Paton     | Teambeleid  |
| Giacomo Agostini  | Morini    | Teambeleid  |
| Gilberto Milani   | Aermacchi | Teambeleid  |
| Tarquinio Provini | Benelli   | Teambeleid  |
| Hugh Anderson     | Suzuki    |             |
| Bruce Beale       | Honda     | Privérijder |
| Bo Gehring        | Bultaco   | [ 4 ]       |
| Douglas Brown     | Ducati    | [ 4 ]       |
| George Rockett    | Ducati    | [ 4 ]       |

### Top tien eindstand 250cc-klasse
| Pos | Coureur           | Merk    | Pnt     |
| --- | ----------------- | ------- | ------- |
| 1   | Phil Read         | Yamaha  | 46 (50) |
| 2   | Jim Redman        | Honda   | 42 (58) |
| 3   | Alan Shepherd     | MZ      | 23      |
| 4   | Mike Duff         | Yamaha  | 20      |
| 5   | Tarquinio Provini | Benelli | 15      |
| 6   | Luigi Taveri      | Honda   | 11      |
| 7   | Isamu Kasuya      | Honda   | 10      |
| 8   | Bruce Beale       | Honda   | 9       |
| 9   | Tommy Robb        | Yamaha  | 7       |
| 10  | Ron Grant         | Parilla | 6       |

## 125cc-klasse
Ernst Degner won de 125cc-race, een jaar nadat hij tijdens de Japanse Grand Prix ernstige brandwonden had opgelopen waardoor hij het grootste deel van dit seizoen had gemist. Wereldkampioen Luigi Taveri werd tweede met iets meer dan een seconde achterstand. Yoshimi Katayama werd derde met de tweede Suzuki RT 64 A.
| Pos | Coureur             | Merk   | Tijd    | Pnt |
| --- | ------------------- | ------ | ------- | --- |
| 1   | Ernst Degner        | Suzuki | 32"33'5 | 8   |
| 2   | Luigi Taveri        | Honda  | +1'2    | 6   |
| 3   | Yoshimi Katayama    | Suzuki | +11'4   | 4   |
| 4   | Teisuke Tanaka      | Suzuki | +52'2   | 3   |
| 5   | Hironori Matsushima | Yamaha | +1"10'6 | 2   |
| 6   | Akiyasu Motohashi   | Yamaha | +1"36'1 | 1   |

| Coureur              | Merk    | Oorzaak     |
| -------------------- | ------- | ----------- |
| Roland Föll (†)      | Honda   | Overleden   |
| Stanislav Malina     | CZ      | Teambeleid  |
| Dieter Krumpholz     | MZ      | Teambeleid  |
| Friedhelm Kohlar     | MZ      | Teambeleid  |
| Heinz Rosner         | MZ      | Teambeleid  |
| Klaus Enderlein      | MZ      | Teambeleid  |
| Peter Eser           | Honda   | Privérijder |
| Richard Thomas       | Honda   | Privérijder |
| Walter Scheimann     | Honda   | Privérijder |
| Ramón Torras         | Bultaco | Privérijder |
| Jean-Pierre Beltoise | Bultaco | Privérijder |
| Chris Vincent        | Honda   | Privérijder |
| Gary Dickinson       | Honda   | Privérijder |
| Phil Read            | Yamaha  | Teambeleid  |
| Rex Avery            | EMC     | Privérijder |
| Kunimitsu Takahashi  | Honda   | Gestopt     |
| Bruce Beale          | Honda   | Privérijder |

| Coureur        | Merk   |
| -------------- | ------ |
| Bert Schneider | Suzuki |
| Frank Perris   | Suzuki |
| Ralph Bryans   | Honda  |
| Isao Morishita | Suzuki |
| Mitsuo Itoh    | Suzuki |
| Hugh Anderson  | Suzuki |
| Jim Redman     | Honda  |

### Top tien eindstand 125cc-klasse
| Pos | Coureur          | Merk   | Pnt     |
| --- | ---------------- | ------ | ------- |
| 1   | Luigi Taveri     | Honda  | 46 (64) |
| 2   | Jim Redman       | Honda  | 36 (37) |
| 3   | Hugh Anderson    | Suzuki | 34      |
| 4   | Bert Schneider   | Suzuki | 22 (24) |
| 5   | Ralph Bryans     | Honda  | 21      |
| 6   | Ernst Degner     | Suzuki | 12      |
| 7   | Frank Perris     | Suzuki | 10      |
| 8   | Mitsuo Itoh      | Suzuki | 6       |
| 8   | Phil Read        | Yamaha | 6       |
| 10  | Walter Scheimann | Honda  | 6       |

1962 · 1963 · 1964 · 1965 · 1966 · 1967 · 1987 · 1988 · 1989 · 1990 · 1991 · 1992 · 1993 · 1994 · 1995 · 1996 · 1997 · 1998 · 1999 · 2000 · 2001 · 2002 · 2003 · 2004 · 2005 · 2006 · 2007 · 2008 · 2009 · 2010 · 2011 · 2012 · 2013 · 2014 · 2015 · 2016 · 2017 · 2018 · 2019 · 2022 · 2023 · 2024 · 2025